# Sebastiano Bombelli
Sebastiano Bombelli (getauft 15. Oktober 1635 in Udine; † 7. Mai 1719 in Venedig) war ein italienischer Porträtmaler des Barock in Venedig.

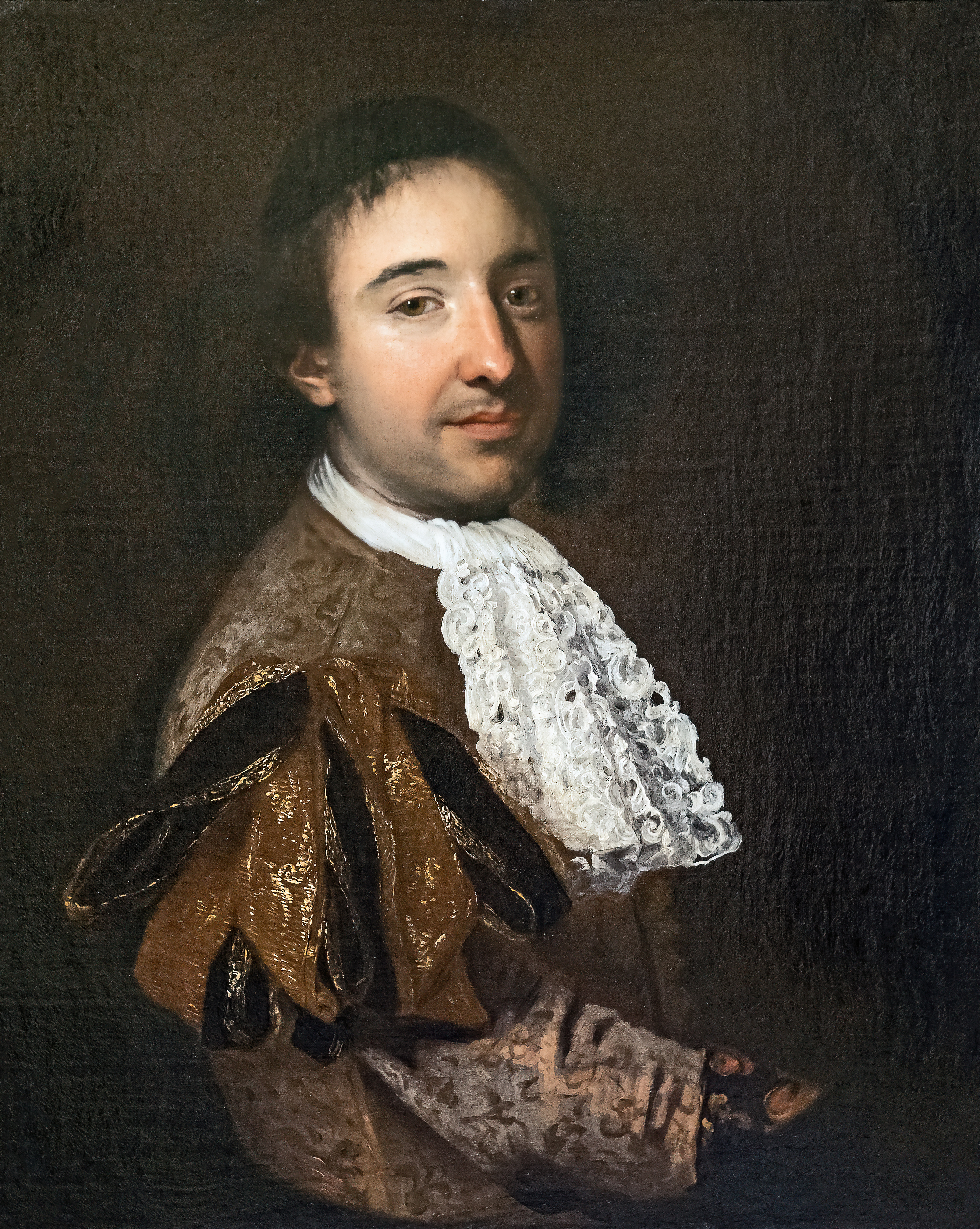
Gerolamo Querini, Prokurator von San Marco, 1684, Gemälde von Bombelli

Bombelli lernte bei seinem Vater Valentino Bombelli und seinem Paten, dem manieristischen Maler Girolamo Lugaro in Udine. Vielleicht studierte er auch bei Guercino. Ab den frühen 1660er Jahren ist er in Venedig. Dort studierte er vor allem die Werke von Paolo Veronese. Er ist bekannt für seine Porträts venezianischer Adliger in offizieller Staatsrobe. Nach Sandrart (1683) soll er anfangs für historische Gemälde im Stil Veroneses bekannt gewesen sein (die aber bisher nicht bekannt sind). Er besuchte auch Deutschland und Österreich, wo ein Porträt von Francesco de Medici im Belvedere in Wien hängt. Zu seinen Schülern in Venedig zählt Fra Galgario.